# Fast Air Carrier
Fast Air Carrier (im Außenauftritt verkürzt Fast Air) war eine Frachtfluggesellschaft in Chile, die im Jahr 1998 mit der Ladeco fusioniert wurde. Der Betrieb wurde im Anschluss unter dem Namen Ladeco fortgesetzt. Das fusionierte Unternehmen wurde im Jahr 2001 zur LAN Express umfirmiert.

## Geschichte
Fast Air Carrier wurde im Jahr 1978 gegründet und kaufte eine Boeing 707-320 von TWA. Mit dieser wurde der Frachtverkehr auf der Route Santiago – Miami aufgenommen. Im Jahr 1988 kam eine zweite Boeing 707 hinzu.
Im November 1992 leaste die Fluggesellschaft ihre erste Douglas DC-8-71F von GPA. Nach der Übernahme einer zweiten Maschine dieses Typs, wurden die letzte Boeing 707 im März 1993 ausgemustert. LAN Chile kaufte das Unternehmen am 26. Mai 1994 auf und fusionierte Fast Air Carrier im Jahr 1998 mit der ebenfalls zur LAN Chile gehörenden Ladeco. Aus dem fusionierten Unternehmen ging im Jahr 2001 LAN Express hervor.
Fast Air blieb als Fracht- und Logistikunternehmen erhalten, mit Büros an den Flughäfen in Santiago, Antofagasta und Punta Arenas.

## Flugziele
Hauptsächlich Miami, FL, einige andere internationale Ziele

## Flotte
Im Jahr der Betriebseinstellung betrieb die Fast Air Carrier:
- 5 Douglas DC-8-71F